# Pierre Lespinasse
Pierre Lespinasse, né à Montluçon (Allier) le 2 juillet 1881 et mort à Toulouse (Haute-Garonne) le 10 octobre 1943, est un avocat général français.

## Biographie
Juge suppléant à Montauban de 1907 à 1910, il devient ensuite substitut du procureur de la République dans les tribunaux civils de Saint-Gaudens (1910-1913), Castres (1913-1917), Albi (1917-1918) puis Toulouse (1918-1930).
Au début des années 1930, alors qu'il est substitut général à la cour d'appel de Toulouse, il publie un livre L'enfance coupable et moralement abandonnée et milite en faveur de la protection de l'enfance en difficulté. Il préside une sous-commission préfectorale et promeut la création d'un centre d'observation, de tri, de préservation et de relèvement pour les garçons délinquants ou en danger moral et pour le traitement des enfants anormaux ou déficients. En mai 1935, un centre est créé :  l'accueil toulousain.
Avocat général d'une section spéciale mise en place par le régime de Vichy en 1941, durant le procès de Marcel Langer, il prononce la phrase « vous êtes juif, polonais et communiste… Voilà trois raisons pour que vous soyez exécuté ». En représailles de ce jugement, il est exécuté à proximité de son domicile (actuel no 14 rue André-Delieux), au carrefour de l'allée des Demoiselles, par Enzo Lorenzi, membre de la 35e brigade, le 10 octobre 1943. Il est cité à l'ordre de la Nation le lendemain de sa mort.

## Loisirs
Pierre Lespinasse se passionne pour la miniature française du XVIIIe siècle et la peinture scandinave.